# Myrteta parallelaria
Myrteta parallelaria är en fjärilsart som beskrevs av W. Warren 1902. Myrteta parallelaria ingår i släktet Myrteta och familjen mätare. Inga underarter finns listade i Catalogue of Life.